# Idol Memories
Idol Memories (アイドルメモリーズ?, Aidoru Memorīzu, lett. "Ricordi di idol") è una serie televisiva anime prodotta da Seven Arcs Pictures e diretta da Katsuya Kikuchi, trasmessa in Giappone dal 2 ottobre al 18 dicembre 2016.

## Personaggi
Vivi Lin (林 薇薇?, Rin Vivi)
Doppiata da: Moe Toyota
Sena Hattori (服部 惺梛?, Hattori Sena)
Doppiata da: Marika Hayase
Kokona Hayakawa (早川 心桜?, Hayakawa Kokona)
Doppiata da: Yū Kimura
Miku Kajiwara (梶原 未来?, Kajiwara Miku)
Doppiata da: Mayu Sagara
Yucho La (羅 雨照?, Ra Yuchō)
Doppiata da: Ruriko Aoki
Nanami Hoshi (星 七海?, Hoshi Nanami)
Doppiata da: Riko Kohara

## Episodi
| Nº | Titolo italiano (traduzione letterale) Giapponese 「Kanji」 - Rōmaji   | In onda          | In onda |
| Nº | Titolo italiano (traduzione letterale) Giapponese 「Kanji」 - Rōmaji   | Giapponese       |         |
| 1  | La tiara della gloria 「栄光のティアラ」 - Eikō no tiara               | 2 ottobre 2016   |         |
| 2  | La strada delle idol 「アイドルへの道」 - Aidoru e no michi            | 9 ottobre 2016   |         |
| 3  | Brillantezza e lucentezza 「輝きときらめき」 - Kagayaki to kirameki    | 16 ottobre 2016  |         |
| 4  | Le qualificazioni di una idol 「アイドルの資質」 - Aidoru no shishitsu | 23 ottobre 2016  |         |
| 5  | I sentimenti di tutti 「みんなの想い」 - Minna no omoi                 | 30 ottobre 2016  |         |
| 6  | Il talento delle idol 「アイドルの器」 - Aidoru no utsuwa              | 6 novembre 2016  |         |
| 7  | Project Frontier 「プロジェクトフロンティア」 - Purojekuto Furontia    | 13 novembre 2016 |         |
| 8  | Ciascuno sforzo 「それぞれの努力」 - Sorezore no doryoku               | 20 novembre 2016 |         |
| 9  | Dissonanza 「不協和音」 - Fukyōwaon                                    | 27 novembre 2016 |         |
| 10 | Il fatidico giorno 「運命の日」 - Unmei no hi                          | 4 dicembre 2016  |         |
| 11 | Determinazione 「決意」 - Ketsui                                       | 11 dicembre 2016 |         |
| 12 | La canzone di inizio 「はじまりの歌」 - Hajimari no uta                | 18 dicembre 2016 |         |